# Medon Berisha
Medon Berisha (* 21. Oktober 2003 in Münsingen, Schweiz) ist ein albanisch-kosovarischer Fußballspieler.

## Karriere

### Vereine
Vom FC Bern wechselte Berisha früh in seiner Jugend zu den Young Boys und durchlief hier alle U-Mannschaften bis zur U21. Im Februar 2022 wechselte er nach Italien zur US Lecce, wo er in der dortigen U19 zur Spielzeit 2022/23 ein fixer Teil des Kaders der ersten Mannschaft wurde. In jener Saison kam er noch nicht zum Einsatz, sondern war größtenteils weiter in der U19 aktiv. Sein Debüt hatte er schließlich in der Coppa Italia am 1. November 2023, als er bei einer 2:4-Niederlage gegen Parma Calcio 1913 in der Startelf stand. Am 25. Februar 2024 debütierte Berisha in der Serie A, als er bei einer 0:4-Niederlage gegen Inter Mailand zur 79. Minute für Ylber Ramadani eingewechselt wurde. Zum Ende der Saison 2023/24 bekam er weitere Einsätze.

### Nationalmannschaft
Mit der albanischen U19 bestritt Berisha im Oktober 2021 zwei Freundschaftsspiele gegen die Mannschaft von Montenegro. Danach wechselte er zur U21 des Kosovo, mit der er im Juni 2022 zwei EM-Qualifikationsspiele bestritt. Im September 2022 kehrte er zum albanischen Verband zurück, spielte dort für die U21 und zum Start auch eine Partie mit der U20. Für die U21 übernahm er von Beginn an des Öfteren die Rolle des Kapitäns und bestritt mit dem Team einige Spiele in der Qualifikation für die Europameisterschaft 2025.
Ende Mai 2024 wurde er für den albanischen Kader für die Europameisterschaft 2024 nominiert. Sein Debüt für die A-Nationalmannschaft gab er am 3. Juni 2024 bei einem 3:0-Freundschaftsspielsieg über Liechtenstein, als er in der 77. Minute für Jasir Asani eingewechselt wurde.